# 프리저브

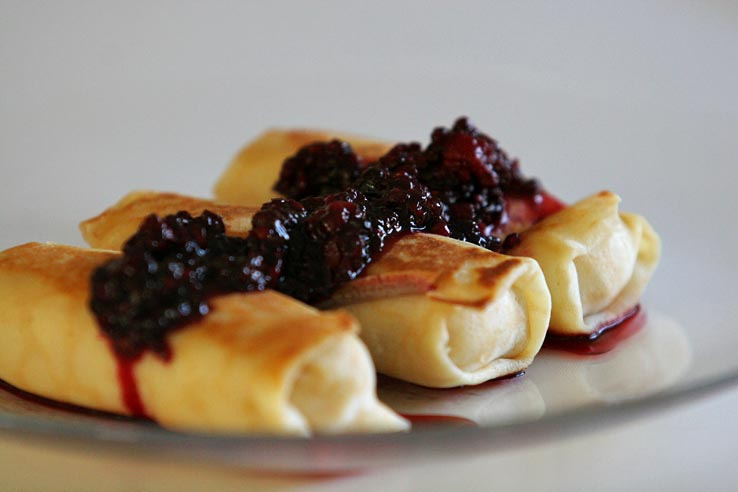
블랙베리 프리저브가 올라간 치즈 블린체

프리저브(preserve)는 주요 보존제가 설탕과 때로는 산인 과일 조제품으로, 종종 유리병에 저장되며 조미료나 스프레드로 사용된다. 잼, 젤레, 콘서브와 비슷하나, 으깨지 않은 과일이 들어 있는 펙틴 젤으로 구분된다.
전 세계적으로 다양한 종류의 과일 조림 식품이 있으며 준비 방법, 사용되는 과일 유형 및 식사 장소에 따라 구별된다. 잼, 젤리, 마멀레이드와 같은 달콤한 과일 보존 식품은 종종 아침 식사 때 빵과 함께 먹거나 패스트리나 디저트의 재료로 먹는 반면, 토마토, 스쿼시 또는 애호박과 같은 "야채 과일"로 만든 더 짭짤하고 신맛이 나는 보존 식품은 치즈, 냉육, 카레와 같은 짭짤한 음식과 함께 먹는다.

## 같이 보기
- 마멀레이드
- 젤레
- 잼
- 콘서브